# Valle de Sarmiento

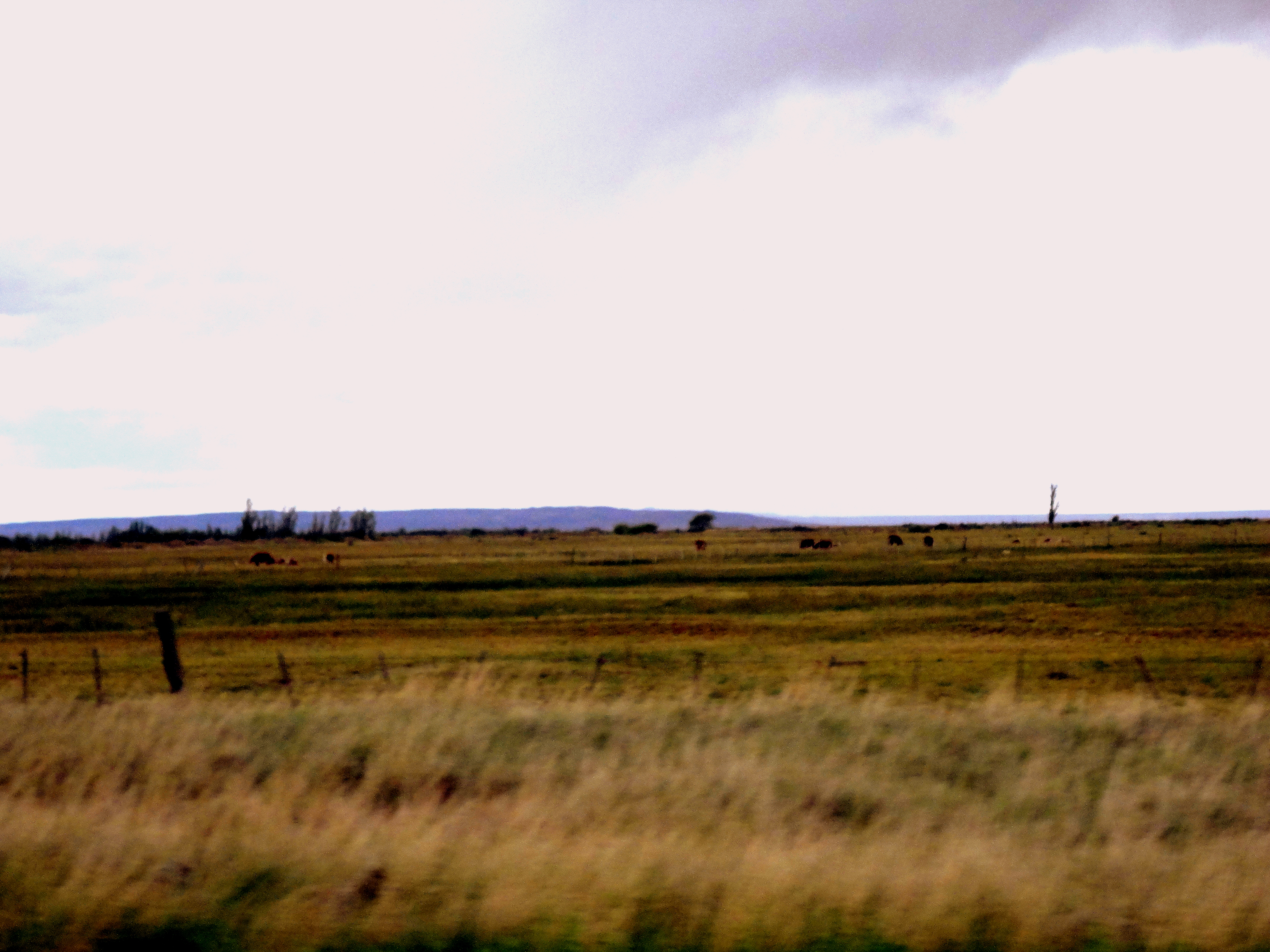
Vista de la entrada del valle Sarmiento, hacia el este desde la ruta. Nótense sus pasturas extensas y vacas.

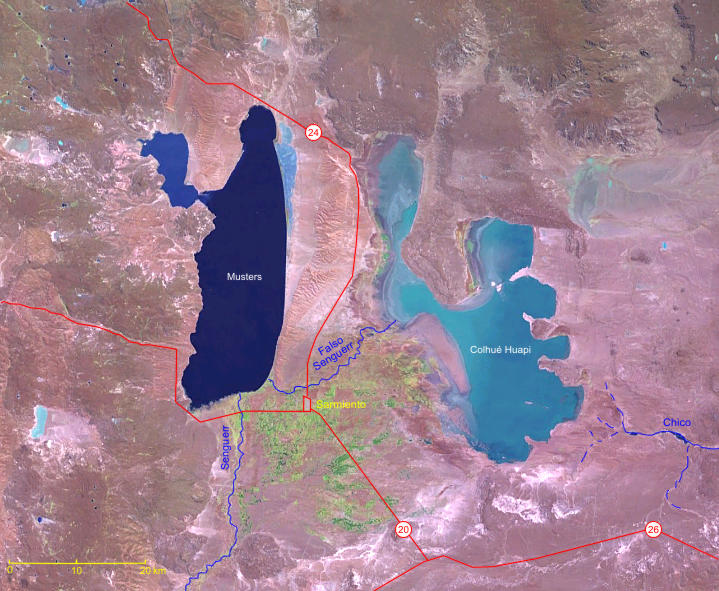
Vista satelital de los lagos Musters y Colhué Huapi, con el valle en la zona inferior (color verde). En la parte inferior de la imagen se divisa el Zanjón del Cerro Negro, el brazo más austral del Senguer, que en ese momento estaba seco y de color blanco.

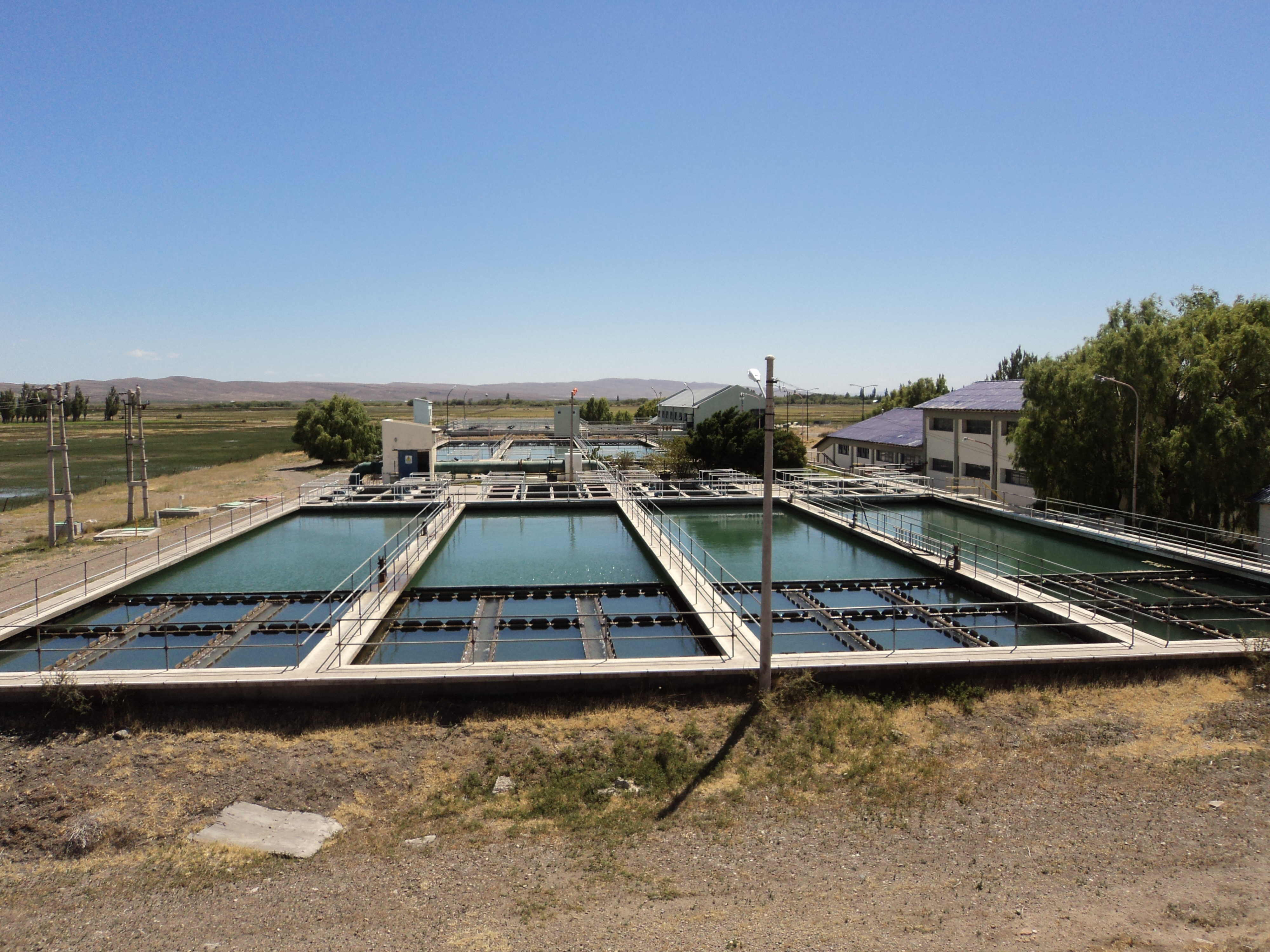
Planta potabilizadora de Sarmiento. Nótese el paisaje del valle en el fondo.

El valle de Sarmiento (también denominado valle del río Senguer) es un valle y área agrícola de regadío de 42.000 ha ubicado en el centro-sur de la provincia del Chubut, formando un oasis en plena meseta patagónica, en el lugar donde se registran las mayores amplitudes térmicas de la Argentina. A la vez, se ubica en el centro del Departamento Sarmiento, entre los lagos Musters y Colhué Huapi, en la zona denominada Gran Bajo de Sarmiento.
Su ubicación fue estratégica, ya que se halla en una zona oasis de la meseta patagónica, donde predomina el clima árido, con precipitaciones inferiores a los 200 mm anuales. La población local fue capaz de abastecer, por medio del ferrocarril de Comodoro Rivadavia a Sarmiento, a la creciente población de Comodoro Rivadavia, quienes necesitaban comestibles y materias primas. Esto aseguró más tráfico general que el que había sobre el ramal Puerto Deseado a Colonia Las Heras y un creciente comercio para la zona.Gracias a esto en este suelo prosperaron las localidades productoras de Sarmiento y Colhué Huapi que aun abastecen a Comodoro Rivadavia.

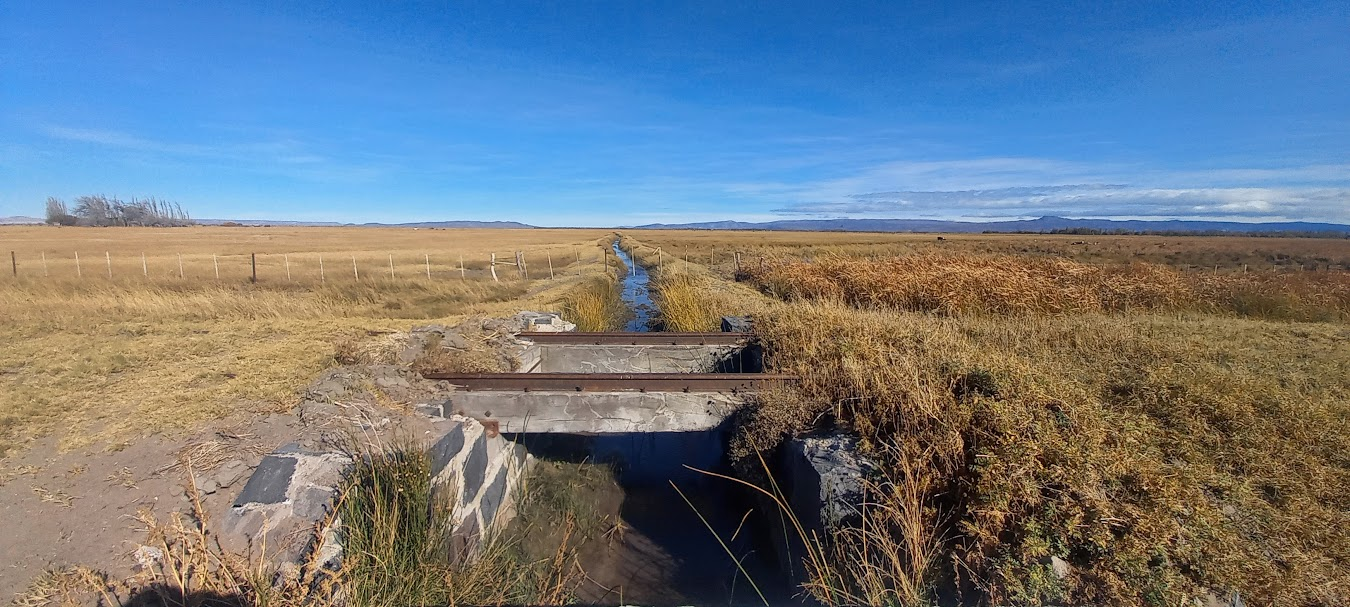
Antiguo canal de riego proveniente del río Senguer atravesando una alcantarilla ferroviaria en la zona de la localidad de Colhué Huapi.

El valle al sur de los lagos Musters y Colhué Huapi, es uno de los oasis de riego más australes del mundo. En este punto se cultivan forrajes (básicamente alfalfa), frutales y hortalizas.

## Historia
La zona ya era conocida y visitada por los indios Tehuelches. En 1876, el sitio es visitado por Francisco Pascasio Moreno, quien le da el nombre de Musters al lago ubicado al oeste del valle. Y en 1885, la zona es visitada por los Rifleros del Chubut.
En 1896, Francisco Pietrobelli presenta ante el gobernador Alejandro Conesa, el pedido de concesión de dos secciones inexploradas del sur del territorio, más precisamente al sur del lago Colhué Huapi, para formar una colonia agropecuaria. La presentación fue avalada por 183 firmas, en su mayoría inmigrantes e hijos de inmigrantes de origen galés e italiano.
El 5 de enero de 1897, Pietrobelli partió desde Rawson, junto con aborígenes e inmigrantes (tanto galeses como italianos) para recorrer el interior del territorio chubutense. Mientras estaba en el viaje, el 27 de junio, el Gobierno Nacional otorga por decreto las tierras para fundar allí una colonia llamada Ideal, luego su nombre fue cambiado a Sarmiento, en homenaje al educador y presidente sanjuanino Domingo Faustino Sarmiento.
En sus inicios fue denominado “Valle Ideal”, por sus condiciones agrícolas-ganaderas.
En noviembre de 1897, se funda la ciudad de Colonia Sarmiento. Sin embargo, la colonia comenzaba a tener problemas en cuanto a abastecimiento, ya que el puerto más cercano era Camarones, que se encontraba a gran distancia. Esto generó la fundación de Comodoro Rivadavia, unos años más tarde.

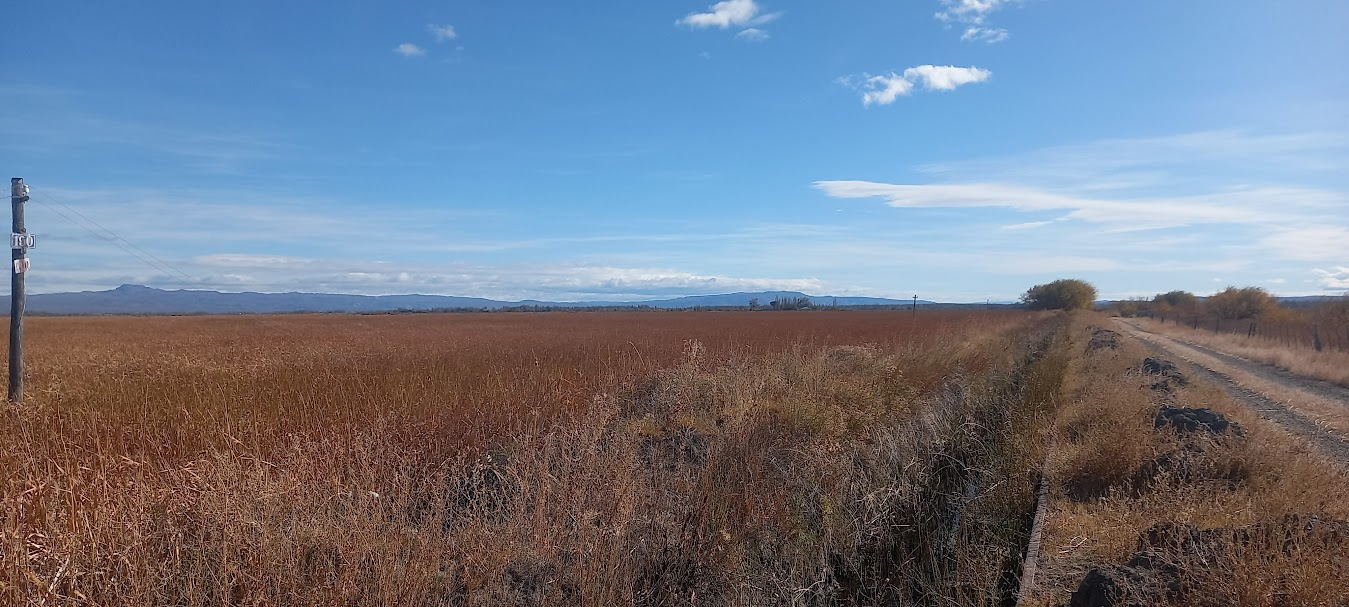
Extensa pradera entre Colhué Huapi y Sarmiento. En este punto se ubica el Km 190 señalizado en el antiguo posteo del telégrafo-teléfono. De este modo se señalizaban los puntos relevantes kilométricos del ferrocarril.

Desde 1914 la zona fue recorrida por el ferrocarril de Comodoro Rivadavia que contribuyó a acelerar el desarrollo de la zona con su estación Sarmiento, la estación Colhué Huapi. Además se construyeron a estación Enrique Hermitte y la estación Valle Hermoso en inmediaciones del valle para facilitar el intercambio y favorecer otras actividades. El ferrocarril tuvo la importante tarea de llevar la producción del campo a la ciudad de Comodoro e inmediación, lo que permitió satisfacer la demanda del ciudad petrolera por mucho tiempo. El tren entró en decadencia para los años 1970 y pronto, bajo excusas de que no era rentable, fue eliminado de esta zona. 
Hoy en día el transporte automotor reemplazó el rol del tren, con el consiguiente incremento de los costos. Actualmente, el valle cuenta con una superficie de 42.000 hectáreas repartidas en 150 explotaciones agropecuarias.

## Características

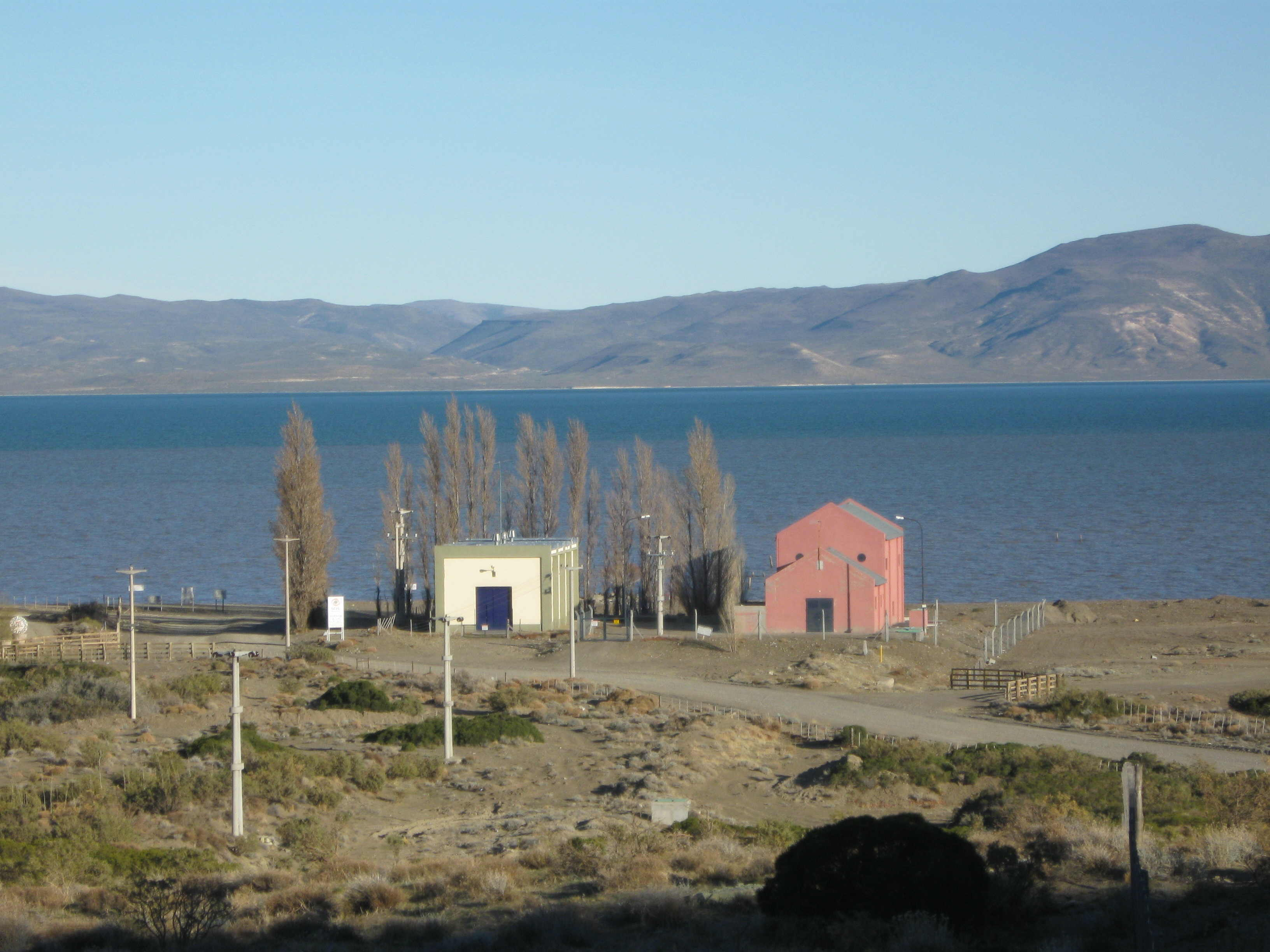
Tomas del Acueducto Lago Musters.

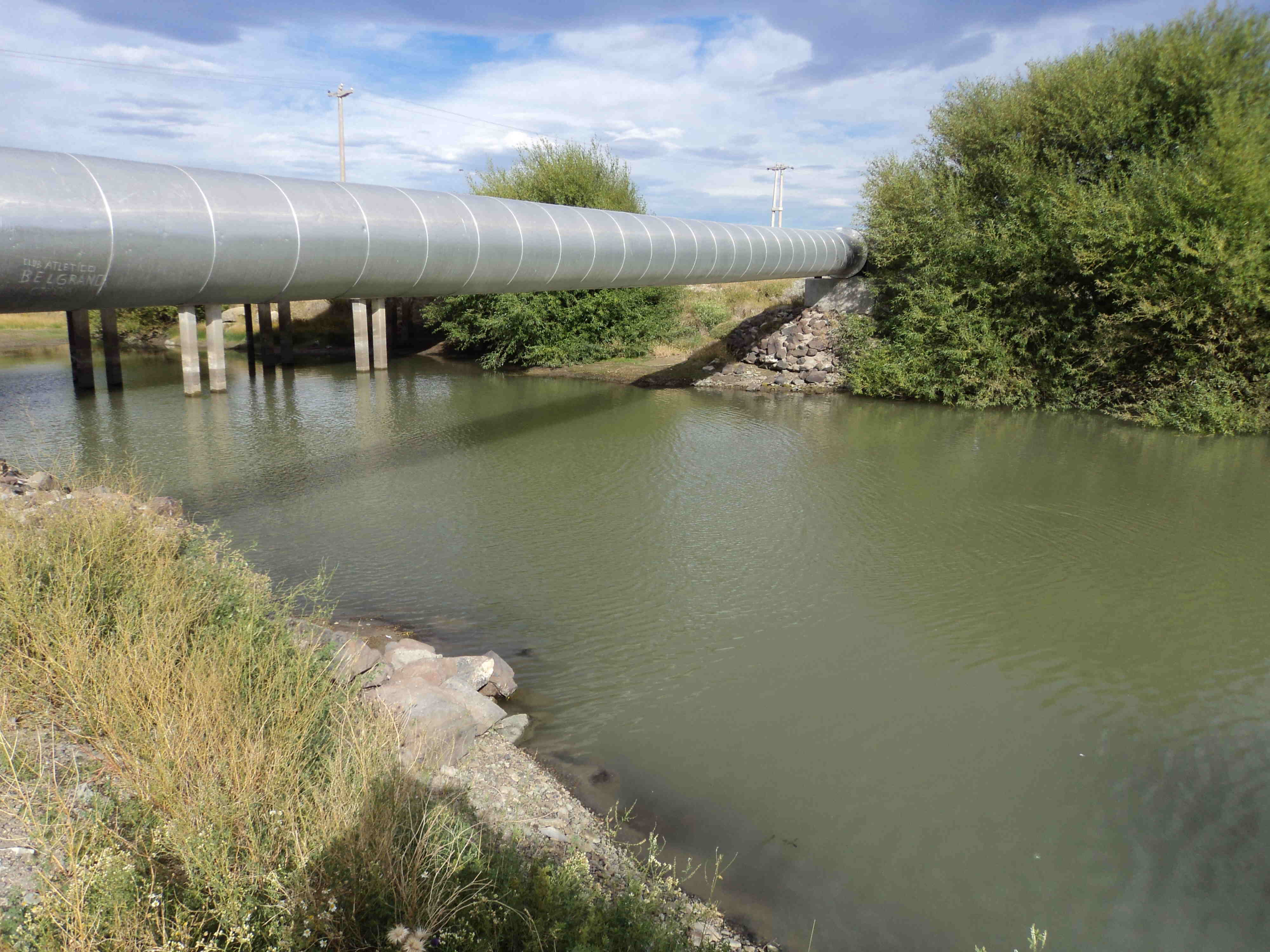
Vista del Falso Senguer.

El valle forma una llanura aluvial y eólica, y se ubica entre los lagos Musters y Colhue Huapi. Al oeste, se ubica el curso final del río Senguer y al norte el curso de agua denominado Falso Senguer, de curso meandroso, que conecta a ambos lagos. El río Senguer posee en esta zona varias ramificaciones, entre ellas, el zanjón del Cerro Negro.
La zona tiene mucha frecuencia de heladas debido a la influencia del ingreso del aire polar, por lo que pueden registrarse hasta 60 o más días con heladas, lo que implica una severa restricción a la posibilidad de realizar cultivos estacionales sensibles al frío. Sin embargo, esa condición favorece la implantación de cultivos de tipo criófilo, es decir que deben cumplir un régimen de determinada cantidad de horas de frío, para luego crecer y desarrollarse normalmente durante el ciclo vegetativo y reproductivo (caso de los frutales de pepita y carozo.).
Además, se han realizado obras de toma para alimentar acueductos de agua potable desde el Lago Musters (generalmente hacia Comodoro Rivadavia), y canalizaciones de riego para el cultivo de la zona.
Actualmente, pocas chacras se encuentras habitadas y en producción. Los pocos habitantes que prevalecen al sur del valle son descendientes directos de los primeros pobladores. En cuanto a la caída de la producción, se debe a que el 95% de los establecimientos practica el riego por inundación que afecta al caudal del río Senguer y sus diferentes brazos. Como resultado hay casi 8 mil hectáreas que fueron regados con los viejos canales y terminaron formando mallines natural en campo natural, a la que se les tira agua en forma excesiva, incluso para el rendimiento de las pasturas. El anegamiento permanente produce juncos y otras palustras; dando como resultado un suelo salinizado y deteriorado incapaz de producir. La pérdida total por el mal manejo del agua se estima en 10.000 hectáreas. Sin embargo, hoy hay en el valle de Sarmiento 2.700 hectáreas de terrenos sistematizados, es la gente que produce asfalta y pasturas para la práctica ganadera y una mínima cantidad de hectáreas que es regada mediante el sistema de goteo. La crisis hídrica llevó al gobierno a planear a los productores la nivelación de los campos, la sistematización de los riegos y no uso del riego por inundación. Esto en función de que en el valle sarmientino se usa hasta un 80% del agua del Senguer para la agricultura.
A 2012 el valle en toda su extensión produce:
| Has.  | Cultivo              | Porcentaje de la superficie | Tecnología aplicada | Producción ha/ton | producción destinada mercado                |
| ----- | -------------------- | --------------------------- | ------------------- | ----------------- | ------------------------------------------- |
| 2144  | Pasturas polifilicas | 18,38%                      | melga               | 2,00              | Local y autoconsumo                         |
| 300   | Alfalfa              | 2,57%                       | "                   | 3,00              | "                                           |
| 16    | Maíz Silo            | 0,14%                       | surco               | 2,80              | Local, nacional y autoconsumo               |
| 27    | Frambuesa            | 0,23%                       | "                   | 4,00              | Local y autoconsumo                         |
| 159   | Cereza               | 1,36%                       | presurizado/ surco  | 9,8               | Local, nacional autoconsumo e internacional |
| 7     | Vid                  | 0,06%                       | surco               | 3,50              | Local y autoconsumo                         |
| 5     | Tomate               | 0,04%                       | "                   | 7,50              | "                                           |
| 5     | Papa                 | 0,04%                       | "                   | 12,00             | "                                           |
| 5     | Lechuga              | 0,04%                       | "                   | 5,00              | "                                           |
| 9.000 | Mallín               | 77,13%                      | inundación          |                   | Autoconsumo                                 |

## Economía
La principal actividad económica del valle es la agricultura (formada por 150 explotaciones) y la ganadería. Entre los principales cultivos, se destacan la alfalfa, las hortalizas y las frutas finas (cerezas, frambuesas, etc.).
La mayoría de la producción es destinada a satisfacer parte de la demanda local. Con respecto a las actividades ganaderas, se realiza cría de ganado ovino y bovino. Además, la producción lechera representaba hacia 1985 (y desde 2010) un núcleo importante, realizándose en la localidad de Sarmiento, productos queseros y yogures. En algunas chacras se realiza el agroturismo.
En el valle, se encuentra el establecimiento Frutos del Lago, que produce cerezas, damascos y duraznos. Como así también vino, lo cual lo convierte en la bodega más austral del mundo.
También, el valle y sus alrededores conforman la cuenca del Golfo San Jorge una importante cuenca gasífera y petrolera con casi el 40% de la producción total de la provincia. El turismo es también otra actividad económica del valle.
Desde marzo de 2014 un grupo inversor chino estudia la extensión de las áreas de riego en el Valle Inferior del Río Chubut, en el Valle de Sarmiento y en el 16 de Octubre, de Trevelin. El Gobernador Martín Buzzi mencionó el proyecto de la Terraza Intermedia para el Valle de Sarmiento, factible, con un total de alrededor de 100 millones de dólares de inversión junto a otras similares.
Desde el 2011 la producción tuvo un giro progresivo hacia la vitivinicultura lo que transformar al valle en lugar de producción de vinos más australes del mundo. El primer emprendedor fue el empresario Alejandro Bulgheroni que decidió destinar las primeras 1.300 hectáreas al proyecto de la bodega más austral del mundo. Las uvas iniciales fueron Pinot Noir y Chardonnay, aunque luego incorporaron otras variedades como Merlot, Pinot Gris, Gewürztraminer, Riesling, Torrontés y Malbec. Para 2017 se llevó a cabo la primera vinificación. El reconocimiento como el punto más austral de vitivinicultura llegó en 2023 cuando el Instituto Nacional de Vitivinicultura declaró al área del valle como zona registrada.